# Groupe inconnu anarchiste
Le Groupe inconnu anarchiste est une organisation anarchiste belge qui revendique plusieurs attentats à la bombe en 1984 et 1985. L'acronyme du groupe (GIA) rappelle ironiquement celui du Groupe interforces antiterroriste, l'unité de coordination antiterroriste belge (depuis lors devenue l'Organe de coordination pour l'analyse de la menace ou OCAM).
Leurs bombes visaient le palais de justice de Bruxelles et la Société générale de banque à Ixelles en 1984, la gendarmerie de Saint-Josse-ten-Noode en 1985.
Il ne semble pas avoir eu de lien avec les Cellules communistes combattantes, la principale organisation armée d'extrême-gauche belge.

### Sources
- Chronologie des CCC